# Alicia Caro
Beatriz Segura Peñuela (Bogotá, Colombia, 8 de julio de 1930), conocida como Alicia Caro, es una actriz colombiana. En la Época de oro del cine mexicano, fue reconocida por su participación en las películas, El Ceniciento y su secuela Chucho el remendado (ambas de 1952), junto al cómico Germán Valdés Tin-Tan.

## Biografía y carrera

### Primeros años
Beatriz Segura Peñuela nació el 8 de julio de 1930 en Bogotá, Colombia, siendo hija de Gertrudis Peñuela Eslava, una poetisa, periodista, escritora y diplomática, cuyo seudónimo literario era Laura Victoria. Beatriz realizó su formación académica inicial en la institución privada, Colegio de la Presentación de Duitama. En 1939, su madre emigró a México después de ser elegida para desempeñarse como canciller de la embajada de Colombia, aunque otra versión relata que su asentamiento en México se debió a que se encontraba huyendo de su esposo por un conflicto conyugal, llevándose a Beatriz con ella, y otra más habla sobre un exilio de su propio país provocado por sus poemas de temas eróticos y sentimentales, que en ese entonces eran tachados de lujuriosos y pecaminosos por la sociedad colombiana. Al llegar al país, se establecieron en Ciudad de México y su mamá la inscribió en algunos de los colegios más prestigiados de la ciudad, en los que aprendió diversas disciplinas, una de ellas, el baile.

### Incursión artística
En su adolescencia, trabajo como maestra de baile en una academia, a la que asistió la actriz argentina Libertad Lamarque, quien se convirtió en su alumna porque se encontraba en México filmando una película para la que debía aprender a bailar; en 1946, Lamarque se percató de sus aptitudes para la actuación, por lo que la recomendó con el director de cine mexicano Miguel Zacarías. De esta forma y luego de someterse a un año de estudios en dicción, fotografía, y actuación, Zacarías la eligió para un papel secundario en Soledad de 1947, una producción perteneciente a la Época de Oro del cine mexicano. Tras debutar como actriz juvenil en la antedicha cinta, Miguel rápidamente la integró a otro de sus proyectos, La vorágine (abismos de amor), una adaptación cinematográfica de la novela homónima del autor colombiano José Eustasio Rivera; sin embargo, para su introducción formal al cine con dicho largometraje, el director le pidió adoptar un nombre artístico, por lo que decidió bautizarse a sí misma como Alicia Caro, Alicia en honor a su personaje en La vorágine, y Caro, como tributo a Miguel Antonio Caro, un expresidente de Colombia. Posteriormente, prosiguió con su carrera profesional como actriz, y de esta manera, sus filmes más importantes realizados durante la Época de Oro desde 1949 hasta su finalización en 1956, incluyeron, Allá en el Rancho Grande (1949), Dos pesos dejada (1949), El charro del Cristo (1949), Una canción a la virgen (1949), Lluvia roja (1950), Muchachas de uniforme (1951), La hija del engaño (1951), El ceniciento (1952), Chucho el remendado (1952), Rostros olvidados (1952), Prisionera del recuerdo (1952), y Los Fernández de Peralvillo (1954). En 1956, se casó con el escritor y poeta colombiano Fernando Arbeláez, con quien viajó a Suecia, país en el que había sido nombrado como primer secretario de la embajada colombiana. Antes de concluir el año, se divorciaron. En consecuencia, Caro volvió a México para filmar las películas La sombra vengadora (1956), y La sombra vengadora vs. La mano negra (1956). Concluido el cine de oro, algunos de sus trabajos de relevancia entre 1957 e inicios de los sesenta, abarcaron El tesoro de Pancho Villa (1957), El secreto de Pancho Villa (1957), Gutierritos (1959), Espiritismo (1962), y Cinco asesinos esperan (1964).
En 1965, Caro filmó la cinta Cien gritos de terror, en la que coincidió con el actor mexicano Jorge Martínez de Hoyos, a quien ya había conocido en 1954, luego de haber sido su compañera de reparto en la obra de teatro Los sordomudos. Los dos iniciaron un breve noviazgo, y al poco tiempo, contrajeron matrimonio el mismo año. El escritor colombiano Gabriel García Márquez fue su padrino de bodas, ya que era amigo de ambos artistas; juntos compraron y se asentaron en una residencia localizada en Coyoacán, Ciudad de México. En 1971, tuvo la oportunidad de trabajar en su país de origen gracias a la película María, una producción colombomexicana estrenada en 1972, que tuvo lugares de filmación en Colombia. Tras la conclusión de esta última cinta, se retiró por un tiempo, hasta que en 1986, volvió para filmar Macho y hembras, lanzada en 1987. En la década de los noventa, realizó sus últimos dos proyectos cinematográficos como actriz, el primero en 1990 con Las buenas costumbres, y el segundo en 1994 con El tesoro de Clotilde; posteriormente, se retiró de forma definitiva y se alejó de la vida pública.

### Vida posterior
Luego de 32 años de matrimonio, el 6 de mayo de 1997, su esposo Jorge Martínez De Hoyos falleció a los 76 años de edad, a causa de cáncer en el pulmón izquierdo, una insuficiencia respiratoria, y diabetes mellitus. El 15 de mayo de 2004, su mamá falleció a los 99 años de edad. Desconociéndose si tuvo hijos, después de la muerte de su madre, se enclaustro en su vivienda de Coyoacán, saliendo únicamente a la calle para dar paseos en silla de ruedas asistida por cuidadores contratados por ella.

## Filmografía
| Año  | Título                                | Papel                                | Notas                    |
| ---- | ------------------------------------- | ------------------------------------ | ------------------------ |
| 1947 | Soledad                               | Florista                             | No acreditada            |
| 1949 | Allá en el Rancho Grande              | Eulalia                              |                          |
| 1949 | Abismos de amor                       | Personaje desconocido                |                          |
| 1949 | El dolor de los hijos                 | Rosario                              |                          |
| 1949 | Ahí viene Vidal Tenorio               | Personaje desconocido                |                          |
| 1949 | El embajador                          | Lupe                                 |                          |
| 1949 | Dos pesos dejada                      | Lupe                                 |                          |
| 1949 | El charro del Cristo                  | Rosa                                 |                          |
| 1949 | Una canción a la virgen               | Leonor                               |                          |
| 1950 | Lluvia roja                           | Cristina                             |                          |
| 1951 | Capitán de rurales                    | Rosa Álvarez                         |                          |
| 1951 | Muchachas de uniforme                 | Claudia                              |                          |
| 1951 | Bodas de fuego                        | Leonor Corrientes                    |                          |
| 1951 | Amor a la vida                        | Rosa María Rocha                     |                          |
| 1951 | La hija del engaño                    | Martha                               | [ 12 ]                   |
| 1951 | Mi mujer no es mía                    | Gloria; Esperanza                    |                          |
| 1952 | El Ceniciento                         | Magdalena                            | [ 13 ]                   |
| 1952 | Chucho el remendado                   | Magdalena                            | [ 13 ]                   |
| 1952 | Rostros olvidados                     | Claudia                              |                          |
| 1952 | Prisionera del recuerdo               | Marcela                              |                          |
| 1953 | Reportaje                             | Invitada en fiesta                   | No acreditada            |
| 1954 | Las tres Elenas                       | Elena Dueñas, hija                   |                          |
| 1954 | La rosa blanca                        | La niña de Guatemala                 |                          |
| 1954 | Los Fernández de Peralvillo           | Cristina Fernández                   |                          |
| 1955 | Sólo para maridos                     | Personaje desconocido                |                          |
| 1956 | La sombra vengadora                   | Margarita                            |                          |
| 1956 | La sombra vengadora vs. La mano negra | Personaje desconocido                |                          |
| 1957 | El tesoro de Pancho Villa             | Personaje desconocido                |                          |
| 1957 | El secreto de Pancho Villa            | Personaje desconocido                |                          |
| 1959 | Gutierritos                           | Anita                                |                          |
| 1961 | Chicas casaderas                      | Marga                                |                          |
| 1962 | Espiritismo                           | Carmen                               |                          |
| 1964 | Adorada enemiga                       | Personaje desconocido                |                          |
| 1964 | Cinco asesinos esperan                | Personaje desconocido                |                          |
| 1965 | Cien gritos de terror                 | Mujer sepultada viva en ataúd        | Segmento «Miedo supremo» |
| 1965 | El Charro de las Calaveras            | Lupe Salvatierra                     |                          |
| 1969 | Patsy, mi amor                        | Madre de Patsy                       |                          |
| 1972 | María                                 | Madre de Efraín y madrastra de María |                          |
| 1987 | Macho y hembras                       | Personaje desconocido                |                          |
| 1990 | Las buenas costumbres                 | Amalita                              |                          |
| 1994 | El tesoro de Clotilde                 | Madre Amparo                         | [ 10 ]                   |